# B·J·瑟霍夫
威廉·詹姆斯·「B·J」·瑟霍夫（英語：William James "B. J." Surhoff，1964年8月4日—），為前美國職棒大聯盟的捕手、外野手、一壘手與三壘手，生涯曾效力於釀酒人、金鶯與勇士等隊。他職棒生涯18年間除了投手以外，任何位置皆能守備。瑟霍夫是1985年大聯盟選秀的選秀狀元，起初他以捕手身分開啟職棒生涯，後來在1990年代轉變為三壘手，之後變成外野手。

## 職業生涯
瑟霍夫畢業於北卡羅來納大學教堂山校區，他獲選為1985年大西洋沿岸聯盟年度最佳男子運動員。同時他還在1984年代表美國隊參加史上第一屆的奧運棒球比賽。
1985年大聯盟選秀，瑟霍夫以選秀狀元之姿加盟釀酒人。他生涯有12個球季的單季打擊率突破2成80，其中1999年是他的生涯年。該年他入選明星賽，敲出207支安打名列美聯第二，還受邀參加全壘打大賽。此外，他曾在1995年繳出3成20的打擊率。
2007年，瑟霍夫入選金鶯隊名人堂。

## 生涯成績
| 出賽次數 | 打席  | 打數  | 得分  | 安打  | 二安 | 三安 | 全壘打 | 打點  | 盜壘 | 保送 | 三振 | 打擊率 | 上壘率 | 長打率 | OPS  |
| -------- | ----- | ----- | ----- | ----- | ---- | ---- | ------ | ----- | ---- | ---- | ---- | ------ | ------ | ------ | ---- |
| 2,313    | 9,106 | 8,258 | 1,062 | 2,326 | 440  | 42   | 188    | 1,153 | 141  | 640  | 839  | .282   | .332   | .413   | .745 |

## 個人生活
瑟霍夫的父親Dick Surhoff是前NBA的選手，哥哥Rich Surhoff是一名前大聯盟投手，兒子Austin Surhoff則是游泳選手。
瑟霍夫目前育有4名子女，但其中一個兒子Mason患有自閉症，因此他成立了自閉症相關協會，並透過相關團體來關心家中有自閉兒的家庭。
Brian Moran和Colin Moran兩位大聯盟兄弟檔選手是瑟霍夫的外甥，瑟霍夫曾在2008年、2009年和2012年擔任金鶯隊的春訓指導員。

## 參看
- 美國職棒大聯盟安打排行榜
- 美國職棒大聯盟二壘安打排行榜
- 美國職棒大聯盟得分排行榜
- 美國職棒大聯盟打點排行榜

## 外部連結
- 球員資訊和成績在MLB，ESPN，Baseball-Reference，Fangraphs（英文）

| 前任： Shawn Abner | 大聯盟選秀狀元 1985年 | 繼任： Jeff King |